# Ceglo
Ceglo este o localitate din comuna Brda, Slovenia, cu o populație de 115 locuitori.